# Veliki komet iz leta 1769
Véliki komet iz leta 1769 (uradna oznaka C/1769 P1, znan je tudi kot Komet Messier) je komet, ki ga je odkril Charles Messier 22. avgusta 1769.
Opazovali so ga lahko 101 dan. Naklon tirnice je bil 40,7°. Prisončje se je nahajalo na oddaljenosti 0,12 a.e. od Sonca, odsončje pa je izredno daleč na oddaljenosti 326,788 a.e.  Skozi prisončje se je gibal 18. oktobra 1759.
Nazadnje so ga videli 1. decembra 1769.